# Procamelus
Procamelus és un gènere extingit de camèlid que va viure durant el Miocè. El seu nom prové del grec πρό, adverbi que significa 'abans', i κάμελος, 'camell'.
Les potes de Procamelus eren llargues, per assolir una gran velocitat. Feia al voltant d'1,3 m d'altura, era herbívor i comptava amb un coll més recte que Oxydactylus i Aepycamelus.